# Xa lát Nga

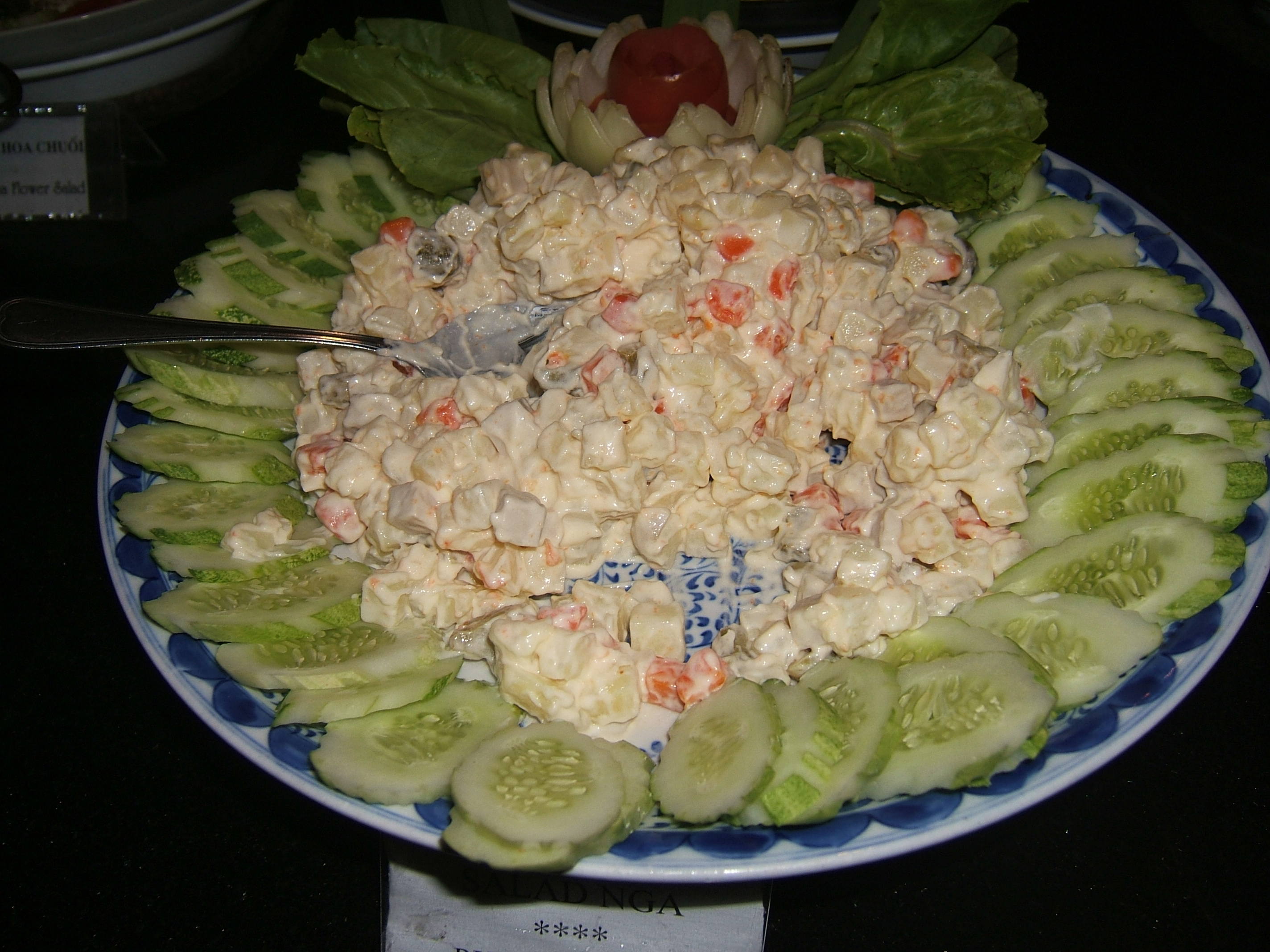
Một đĩa xa lát Nga (ảnh chụp tại Hà Nội)

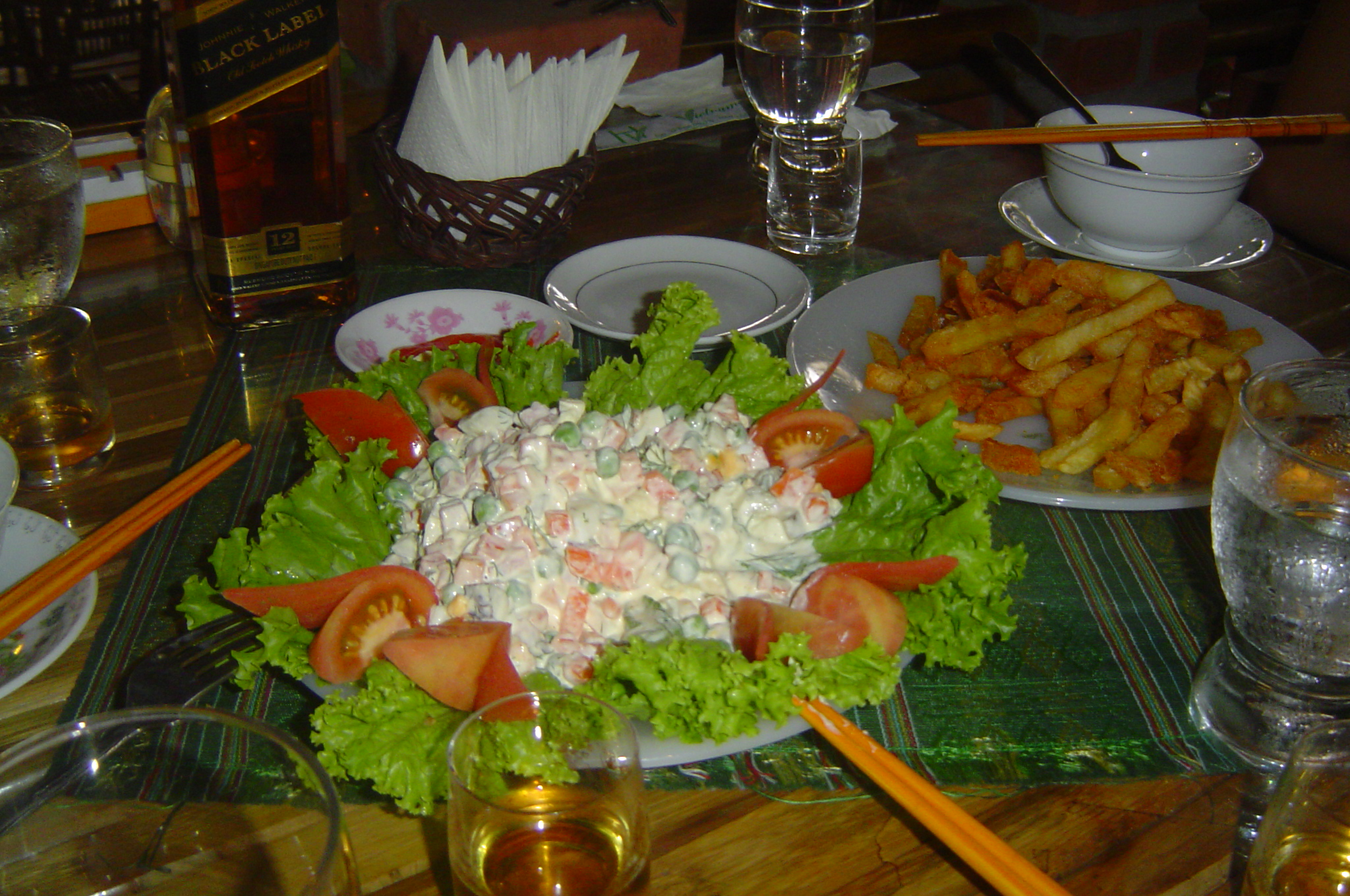
Một đĩa xa lát Nga (ảnh chụp tại Đà Nẵng)

Xa lát Nga là một món xa lát với thành phần chính là các loại rau, củ, quả xắt hạt lựu, thịt hun khói, giò trộn với sốt mayonnaise. Thường dùng để ăn với bánh mì hoặc ăn khai vị trong các bữa tiệc.

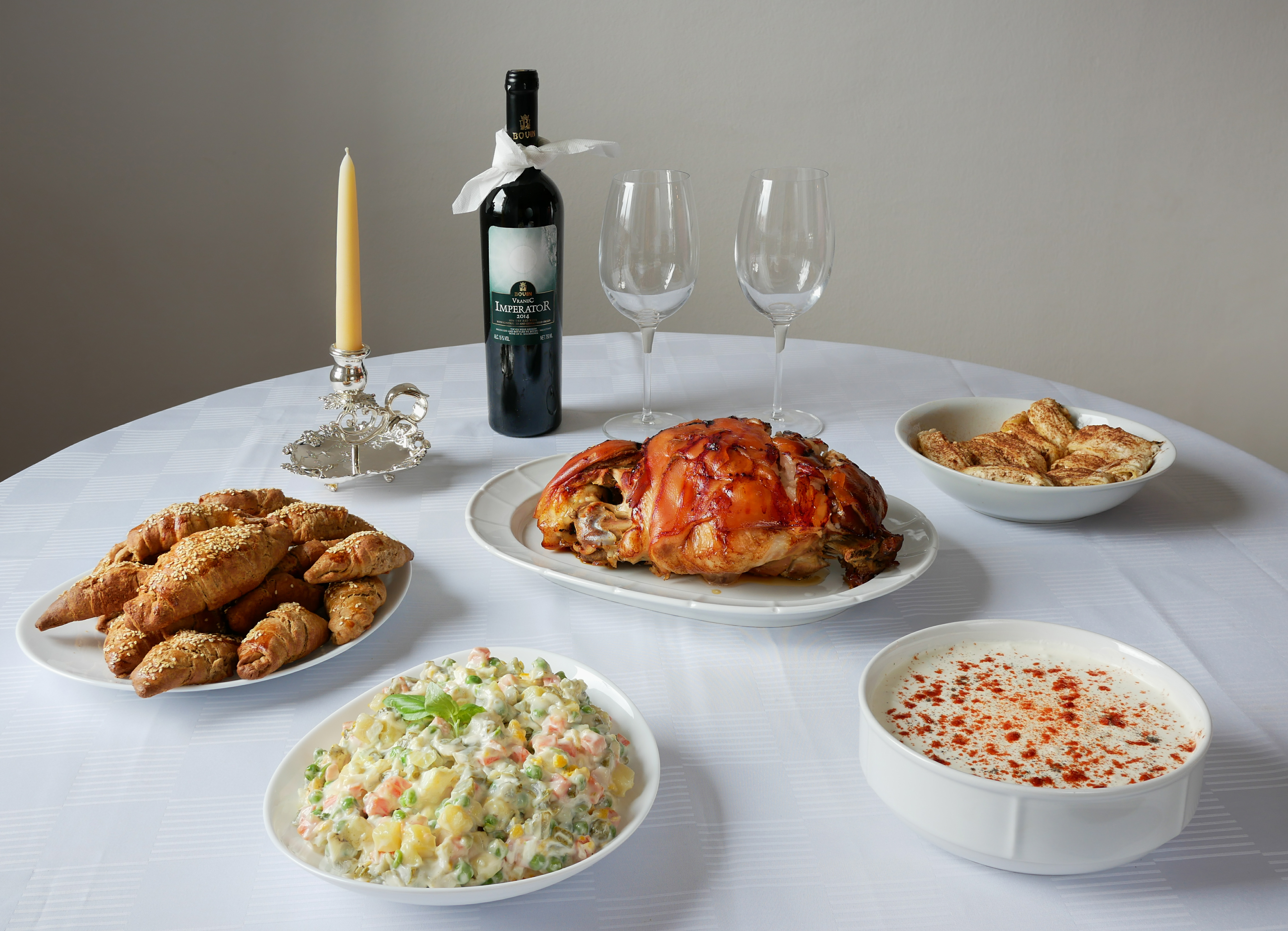
Xa lá Nga trong bữa tiệc Giáng sinh

|  | Chủ đề Ẩm thực |